# AS Inter Star
Associacion Sportif Inter Star w skrócie AS Inter Star – burundyjski klub piłkarski grający w drugiej, a niegdyś w burundyjskiej pierwszej lidze, mający siedzibę w mieście Bużumbura.

## Sukcesy
- I liga[1]:
  - mistrzostwo (4): 1991, 1992, 2005, 2008.

- Puchar Burundi[2]:
  - zwycięstwo (1): 1990.

## Występy w afrykańskich pucharach
| Sezon | Rozgrywki                 | Runda       | Kraj     | Klub                         | Dom | Wyjazd | Dwumecz      |
| ----- | ------------------------- | ----------- | -------- | ---------------------------- | --- | ------ | ------------ |
| 1975  | Puchar Mistrzów           | 1           |          | Embassoria                   | 2–0 | 1–1    | 3–1          |
| 1975  | Puchar Mistrzów           | 2           | Sudan    | Al-Merreikh Omdurman         | 0–0 | 2–4    | 2–4          |
| 1984  | Puchar Zdobywców Pucharów | wstępna     | Rwanda   | Panthères Noires             | 1–1 | 0–0    | 1–1          |
| 1985  | Puchar Zdobywców Pucharów | wstępna     | Somalia  | Waxool FC                    | 3–1 | 0–2    | 3–3          |
| 1986  | Puchar Mistrzów           | 1           | Zair     | US Tshinkunku                | 2–1 | 1–1    | 3–2          |
| 1986  | Puchar Mistrzów           | 2           | Uganda   | KCCA FC                      | 2–1 | 1–1    | 3–2          |
| 1986  | Puchar Mistrzów           | ćwierćfinał | Egipt    | Zamalek SC                   | 1–0 | 0–3    | 1–3          |
| 1987  | Puchar Mistrzów           | 1           | Sudan    | Al-Hilal Omdurman            | 0–1 | 0–2    | 0–3          |
| 1988  | Puchar Mistrzów           | 1           |          | Étoile du Congo              | 2–0 | 0–0    | 2–0          |
| 1988  | Puchar Mistrzów           | 2           | Gabon    | FC 105 Libreville            | 1–1 | 1–2    | 2–3          |
| 1989  | Puchar Mistrzów           | 1           | Kenia    | AFC Leopards                 | 1–1 | 0–0    | 1–1          |
| 1990  | Puchar Mistrzów           | wstępna     | Angola   | Atlético Petróleos de Luanda | 2–0 | 0–3    | 2–3          |
| 1991  | Puchar Zdobywców Pucharów | 1           | Lesotho  | Arsenal Maseru               | –   | 0–2    | 3–2          |
| 1991  | Puchar Zdobywców Pucharów | 2           | Gabon    | Shellsport FC                | 3–1 | 0–1    | 3–2          |
| 1991  | Puchar Zdobywców Pucharów | ćwierćfinał | Egipt    | El Mokawloon SC              | 0–0 | 0–0    | 0–0 (k. 5–4) |
| 1991  | Puchar Zdobywców Pucharów | półfinał    | Zambia   | Power Dynamos FC             | 2–2 | 1–2    | 3–4          |
| 1992  | Puchar Mistrzów           | 1           | Mozambik | CD Costa do Sol              | 2–0 | 0–3    | 2–3          |
| 1995  | Puchar CAF                | 1           | Ghana    | Asante Kotoko SC             | 1–0 | 0–4    | 1–4          |
| 1996  | Puchar CAF                | 1           | Zair     | AS Vita Club                 | 1–1 | 0–4    | 1–5          |
| 1999  | Puchar Zdobywców Pucharów | 1           | Etiopia  | Ethiopian Coffee SC          | –   | –      | –            |
| 2006  | Liga Mistrzów             | wstępna     | Zimbabwe | CAPS United                  | 3–3 | 0–0    | 3–3          |
| 2006  | Liga Mistrzów             | 1           | Maroko   | Raja Casablanca              | 2–1 | 0–7    | 2–8          |
| 2008  | Puchar Konfederacji       | wstępna     | Uganda   | Express FC                   | 1–0 | 0–1    | 1–1 (k. 5–4) |
| 2009  | Liga Mistrzów             | wstępna     | Kamerun  | Canon Jaunde                 | 0–1 | 1–1    | 1–2          |
| 2011  | Puchar Konfederacji       | wstępna     | Gabon    | Missile FC                   | 1–0 | 0–4    | 1–4          |

## Stadion
Domowe mecze klub rozgrywa na stadionie o nazwie Stade Intwari w Bużumburze, który może pomieścić 22000 widzów.